# Джеймс, Лила
Лила Джеймс (англ. Leela James; родилась 2 июня 1983 в Лос-Анджелес, Калифорния) — американская певица в стиле соул и R&B.

## Биография
Лила Джеймс росла в доме, где у её отца была огромная коллекция музыки 60-х и соул и R&B 70-х. Она начала профессиональную певческую карьеру в конце 1990-х. Её глубокий, богатый вокал  сравнивали с Aretha Franklin, Chaka Khan, и Tina Turner.

«Я хочу, чтобы моя музыка была больше чем только хорошая музыка. Я хотела бы бросить вызов тому, что считают популярной музыкой R&B сегодня. Я хочу, чтобы это возвратило хорошую лирику и реальное пение, которые трогают сердца, и мелодии, которые питают душу.» — Leela James, 2005.

## Дискография

### Альбомы
| Год  | Альбом                 | Позиция в чарте | Позиция в чарте | Позиция в чарте | Позиция в чарте | Позиция в чарте | Позиция в чарте |
| Год  | Альбом                 | U.S.            | U.S. R&B        | FRA             | NL              | BEL             | SWE             |
| ---- | ---------------------- | --------------- | --------------- | --------------- | --------------- | --------------- | --------------- |
| 2005 | A Change Is Gonna Come | 148             | 42              | 97              | 26              | 43              | 52              |
| 2009 | Let’s Do It Again      | 84              | 11              | —               | —               | —               | —               |
| 2010 | My Soul                | 37              | 7               | —               | —               | —               | —               |

### Синглы
| Год  | Сингл                            | Позиция в чарте | Позиция в чарте | Позиция в чарте | Альбом                 |
| Год  | Сингл                            | U.S. R&B        | U.S. adult R&B  | U.S. dance      | Альбом                 |
| ---- | -------------------------------- | --------------- | --------------- | --------------- | ---------------------- |
| 2005 | «Music»                          | 121             |                 | 33              | A Change Is Gonna Come |
| 2005 | «Don’t Speak»                    | —               | —               | —               | A Change Is Gonna Come |
| 2006 | «Good Time»                      | 54 1            | —               | 33              | A Change Is Gonna Come |
| 2006 | «My Joy»                         | 109             | 27              | —               | A Change Is Gonna Come |
| 2007 | «When You Love Somebody»         | —               | —               | —               | A Change Is Gonna Come |
| 2008 | «It's a Man's Man's Man's World» | —               | —               | —               | Let’s Do It Again      |
| 2010 | «Tell Me You Love Me»            | 94              | —               | —               | My Soul                |

## Награды и звания
- 2008 Soul Train Music Award- Best R&B/Soul or Rap New Artist — «Music»
- 2008 NAACP Image Award -Outstanding New Artist-Leela James